# Poletčić család
A Poletčić (vagy Polečić Poletčić, Poličić  ) család egyike volt a Horvát Királyság azon tizenkét törzsi nemzetségének, amelyet a Pacta conventa is említ. A 15. századig birtokaik voltak Lika vidékén, Perušić környékén, és polgári státuszuk volt Zára városában.

## Története
A nemzetség legkorábbi ismert őse Pribislav Poletčić zsupán (Pribislauus de genere Politchorum), egyike annak a tizenkét nemesnek, akiket a Pacta conventa említ, amely valószínűleg a 14. század közepéről származó hamisítvány. A családnak Lika vidékén Perušićtól délkeletre (Čelopeci, Kučani, Tri Vasi, Sokolci) voltak birtokaik az egykori Buška zsupánia (megye) területén. 1285-ben Miljača faluban volt birtokuk, mely a mai Zára megyei Zemunik Gornji környékén feküdt. A 14. század második felétől a családnak sok kisebb birtoka volt Zára vidékén, (1359-ben például Tršćaniban említik Vladac Dorosalić Polečićot), valamint Nin, Luka és Knin zsupániák területén.
A 15. században a család néhány tagja polgári státusszal rendelkezett Zárában, ahol az elkövetkező időszakban kiemelkedő városi tisztviselők, orvosok és papok kerültek ki közülük be. A család 15. század végéig számos családba ágazott le, különösen Banić, Brutinić, Dudić, Dulčić, Filčić, Halić, Jadrejić, Marojić, Perojić, Pilicarić, Šabalić, Umčić, Utulić és Vukšić, valamint a Bužani zsupániai Kršelac és Stupić nemesi családokba, akik a megye igazságügyi és közigazgatási tisztviselői voltak. A 15. század végén Bužani, Knin és Luka zsupániai birtokaikat az Oszmán Birodalom katonai erői támadták, és emiatt visszavonultak Zárába, Ninbe és olyan közeli szigetekre, mint Pag, amelyek a Velencei Köztársaság ellenőrzése alatt álltak.